# Jerry Heil
Jana Oleksandrivna Sjemajeva (Oekraïens: Я́на Олекса́ндрівна Шема́єва; Vasylkiv, 21 oktober 1995), artiestennaam Jerry Heil, is een Oekraïense zangeres en youtuber.

## Biografie
Sjemajeva richtte haar YouTube-kanaal op in 2012. Op haar kanaal brengt ze covers van verschillende nummers. In 2017 bracht ze voor het eerst een eigen nummer uit. Twee jaar later volgde een eerste album.
In 2020 nam ze voor het eerst deel aan Vidbir, de Oekraïense preselectie voor het Eurovisiesongfestival. Met het nummer Vegan eindigde ze als zesde. Drie jaar later waagde ze met When God shut the door opnieuw haar kans. Ditmaal eindigde ze als derde. In 2024 nam ze samen met Alyona Alyona deel aan Vidbir. Met het nummer Teresa & Maria won het gelegenheidsduo, waardoor het Oekraïne mocht vertegenwoordigen op het Eurovisiesongfestival 2024 in Malmö, Zweden. Daar werd de act tweede in de eerste halve finale en derde in de finale.
2003: Oleksandr Ponomarjov · 
2004: Ruslana · 
2005: GreenJolly · 
2006: Tina Karol · 
2007: Vjerka Serdjoetsjka · 
2008: Ani Lorak · 
2009: Svitlana Loboda · 
2010: Alyosha · 
2011: Mika Newton · 
2012: Gaitana · 
2013: Zlata Ohnevytsj · 
2014: Maria Jaremtsjoek · 
2016: Jamala · 
2017: O.Torvald · 
2018: Mélovin · 
2021: Go_A · 
2022: Kalush Orchestra · 
2023: Tvorchi · 
2024: Alyona Alyona & Jerry Heil · 
2025: Ziferblat
- Gemeinsame Normdatei: 1203354320
- International Standard Name Identifier: 0000 0004 7945 9016
- MusicBrainz: 218cf0a9-439e-472e-a2e6-65e208a102ac
- Virtual International Authority File: 1501158005991502100008
- WorldCat: E39PBJj4qFVCTkWQqyyTv9VKVC